# Erhard Hischer
Erhard Hischer (* 1. Juni 1925 in Neustadt O.S.; † 7. Oktober 2005 in Eichstätt) war ein deutscher Psychologe und Professor für Sozialpädagogik.

## Leben und Wirken
Hischer wurde nach dem Abitur 1943 zum Kriegsdienst in der Luftwaffe einberufen. Nach mehrmonatiger Kriegsgefangenschaft übersiedelte er in die Nähe von Dortmund, später nach Straubing. Seinen Lebensunterhalt verdiente er sich zunächst in der Landwirtschaft und als Zimmermann. Er absolvierte eine Ausbildung zum Volksschullehrer und war als solcher drei Jahre tätig. Anschließend studierte Hischer Psychologie an der Ludwig-Maximilians-Universität München. Das Studium schloss er mit der Promotion ab. Als Dipl. Psychologe war er neun Jahre in den Justizvollzugsanstalten Kaisheim und Niederschönenfeld tätig. Hinsichtlich der Resozialisierung junger Rechtsbrecher setzte sich Hischer für eine hauptberufliche Elternschaft in sogenannten SOS-Familien ein:
Es ist vor allen denkbar, daß zahlreichere einzelne SOS-Familien manche Jugendstrafanstalt erübrigten. Gerade die Ziele des Erziehungsstrafvollzugs wären doch in solchen Familien mit größerer Erfolgsquote zu erreichen. Bei einem derart auf Familienerziehung aufgebauten und entsprechend abgestimmten Resozialisierungsprogramm ergäbe sich die Möglichkeit, der herkömmlichen Strafaussetzung  zu Bewährung einen weiteren Modus hinzuzufügen. Gestrauchelte, die bisher in Jgendstrafanstalten für Erstbestrafte kamen, könnten durchaus im Regelfall erst einmal einer SOS-Familienerziehung zugeführt werden.
Im Jahre 1964 erhielt Hischer einen Ruf als Dozent für Psychologie an die damalige Pädagogische Hochschule Ruhr, Abteilung Essen und sechs Jahre später – nach erfolgter Habilitation – einen Ruf als Professor für den Lehrstuhl für Didaktik der Sonderschule für Körperbehinderte und Heilpädagogik an die damalige Pädagogische Hochschule Dortmund.
Schließlich übernahm er 1976 den Lehrstuhl für Sozialpädagogik an der damaligen Gesamthochschule und heutigen Universität Eichstätt. Zusätzlich unterrichtete er noch viele Jahre Heilpädagogik an der Fachakademie für Sozialpädagogik Dillingen.
Hischer, der Vater von drei Kindern war, hatte viele Forschungsprojekte wissenschaftlich begleitet sowie aktiv an der Curriculumkommission beim Staatsinstitut für Schulqualität und Bildungsforschung mitgearbeitet, ferner viele psychologische Gutachten erstellt. Daneben war er Gründer und Leiter des BPB-Verlags Eichstätt und selbst noch rege publizistisch tätig.

## Werke (Auswahl)
- Das Schuld- und Sühneerleben junger Rechtsbrecher aus der Sicht des Psychologen im Jugendstrafvollzug, in: Die Pädagogische Welt 1962, H. 6 u. 7
- Der Jugendstrafvollzug, in: Kurt Brem (Hrsg.): Pädagogische Psychologie der Bildungsinstitutionen, Bd. 1. Die Erziehungsinstitutionen, München 1968, S. 265–334
- Die Schule für Körperbehinderte, Rheinstetten 1969
- Kindesbeobachtung, Kinderbeurteilung. Exemplarische Grundlegung für Erzieher, Karlsruhe 1970
- Resozialisierung junger Rechtsverbrecher durch Strafvollzug, München 1970
- Kriminalpsychologische Beiträge zur Reform des Jugendstrafvollzugs, München 1972
- Das Kind im Krankenhaus, München 1978
- Aufgabe der Psychologie in Erziehungswissenschaft und Gesellschaft, Rheinstetten 1981